# Lothar Bembenek
Lothar Bembenek (* 1946) ist ein deutscher Politikwissenschaftler.

## Leben
Bembenek war 15 Jahre lang als Mitarbeiter im Projekt „Hessen im Nationalsozialismus“  am Hessischen Institut für Bildungsforschung und Schulentwicklung tätig. 1997 erhielt er die Silberne Bürgermedaille der Stadt Wiesbaden. 2004 erhielt er den Obermayer Award für deutsch-jüdische Geschichte.

## Werke (Auswahl)
- mit Fritz Schumacher: Nicht alle sind tot, die begraben sind. Widerstand und Verfolgung in Wiesbaden 1933–1945. Frankfurt am Main 1980, ISBN 3-87682-038-3.
- mit Frank Schwalba-Hoth: Hessen hinter Stacheldraht. Verdrängt und vergessen. KZs, Lager, Aussenkommandos. Frankfurt am Main 1984, ISBN 3-8218-1025-4.
- mit Axel Ulrich: Widerstand und Verfolgung in Wiesbaden 1933–1945. Eine Dokumentation. Gießen 1990, ISBN 3-87038-155-8.
- mit Horst Dickel: „Ich bin kein deutscher Patriot mehr, jetzt bin ich Jude“. Die Vertreibung jüdischer Bürger aus Wiesbaden (1933 bis 1947). Frankfurt am Main 1991, ISBN 3-88327-235-3.